# Fred Hill
Fred (Freddie) Hill (Sheffield, 17 januari 1940 – Bolton, 1 oktober 2021) was een Brits voetballer. Hij was een aanvaller.

## Loopbaan
Hill speelde voor Bolton Wanderers, Halifax Town AFC, Manchester City FC, Peterborough United, Cork Hibernians, Droylsden en Radcliffe FC. Hij heeft meer dan 500 wedstrijden gespeeld in English Football League. Hij is ook opgenomen in Hall of Fame van Peterborough United.
Hill speelde twee duels voor het nationale elftal van Engeland: in oktober 1962 tegen Noord Ierland en in november tegen Wales, met onder meer Bobby Moore en Jimmy Greaves, (die 2 weken voor hem overleed) als ploeggenoot.
Hij overleed op 81-jarige leeftijd.